# Mary Lou McDonald
Mary Louise McDonald (in irlandese Máire Labhaoise Ní Dhomhnaill; Churchtown, 1º maggio 1969) è una politica irlandese, presidente del Sinn Féin dal febbraio 2018.

## Carriera politica
In precedenza, ha ricoperto l'incarico di vice presidente del Sinn Féin dal 2009 al 2018 ed è stata membro del Parlamento europeo, per il collegio elettorale di Dublino, dal 2004 al 2009.
Il 10 febbraio 2018 è succeduta a Gerry Adams come leader del partito.